# トラヴィス・ブラウン
トラヴィス・ブラウン（Travis Browne、1982年7月17日 - ）は、アメリカ合衆国の男性総合格闘家。ハワイ州ホノルル出身。グレンデール・ファイトクラブ所属。

## 来歴
ハワイ州ホノルルで生まれる。学生時代はバスケットボールで活躍。大学卒業後に格闘技を始め、ムエタイとブラジリアン柔術を経験。2009年にプロ総合格闘技デビュー。

### UFC
2010年6月19日、UFC初参戦となったThe Ultimate Fighter: Team Liddell vs. Team Ortiz Finaleでジェームス・マクスウィーニーと対戦し、マウントパンチでTKO勝ちを収めた。
2010年10月16日、UFC 120でシーク・コンゴと対戦し、0-0の判定ドロー。1Rはブラウンが優位に立つ場面も見られたが2・3Rはやや失速しコンゴに巻き返される。ラウンド判定では28-29でコンゴの勝利だったが、3Rにコンゴがクリンチの際にブラウンのトランクスを掴んだことにより減点1を受けていたためジャッジのスコアは3者共に28-28になり試合はドローとなった。
2011年5月28日、UFC 130でステファン・ストルーフェと対戦し、右スーパーマンパンチでKO勝ち。ノックアウト・オブ・ザ・ナイトを受賞した。
2012年4月21日、UFC 145でチャド・グリッグスと対戦し、肩固めで一本勝ち。サブミッション・オブ・ザ・ナイトを受賞した。
2012年10月5日、UFC on FX 5でアントニオ・シウバと対戦し、右フックでダウンを奪われパウンドでTKO負け。キャリア15戦目で初黒星を喫した。
2013年4月13日、The Ultimate Fighter 17 Finaleでガブリエル・ゴンザーガと対戦。金網に押し込まれた状態から頭部に肘打ちを連打してKO勝ち。ノックアウト・オブ・ザ・ナイトを受賞した。しかし、リプレイ映像ではブラウンの放った肘打ちは何度か後頭部に入っているように見えたため、ブラウンの反則ではないかという議論が巻き起こった。ゴンザーガ陣営はネバダ州アスレチック・コミッションに提訴したが、審議の結果裁定は覆らなかった。
2013年8月17日、UFC Fight Night: Shogun vs. Sonnenでヘビー級ランキング5位のアリスター・オーフレイムと対戦。アリスターの右膝蹴りをボディに受けてダウンするなど序盤はアリスターに圧倒され続けたが、1R後半に脚が止まり失速したアリスターの顎に前蹴りをヒットさせてダウンを奪いパウンドでKO勝ち。ノックアウト・オブ・ザ・ナイトを受賞した。
2013年12月28日、UFC 168でヘビー級ランキング6位のジョシュ・バーネットと対戦。パンチを効かせて金網際で膝蹴りを入れ、側頭部への肘打ちでKO勝ち。ノックアウト・オブ・ザ・ナイトを受賞した。
2014年4月19日、UFC on FOX 11のヘビー級王座挑戦者決定戦でランキング2位のファブリシオ・ヴェウドゥムと対戦し、0-3の判定負けを喫した。
2015年5月23日、UFC 187でヘビー級ランキング8位のアンドレイ・アルロフスキーと対戦し、スタンドパンチ連打でTKO負け。敗れはしたものの、ファイト・オブ・ザ・ナイトを受賞した。
2016年1月17日、UFC Fight Night: Dillashaw vs. Cruzでヘビー級ランキング14位のマット・ミトリオンと対戦し、マウントパンチでTKO勝利。
2016年7月9日、UFC 200でヘビー級ランキング2位のケイン・ヴェラスケスと対戦し、パウンドでTKO負けを喫した。
2016年9月10日、UFC 203でヘビー級ランキング1位のファブリシオ・ヴェウドゥムと再戦し、判定負けを喫した。
2017年2月19日、UFC Fight Night: Lewis vs. Browneでヘビー級ランキング8位のデリック・ルイスと対戦し、KO負け。敗れはしたものの、ファイト・オブ・ザ・ナイトを受賞した。
2017年7月8日、UFC 213でヘビー級ランキング14位のアレクセイ・オレイニクと対戦し、ネッククランクで一本負け。4連敗となった。この結果についてダナ・ホワイトは「ブラウンは引退するべきだ」とブラウンへ引退を促した。その後現在までブラウンは試合に出ていない。

## 人物・エピソード
- 2017年8月28日に交際していた総合格闘家のロンダ・ラウジーとハワイで結婚式を挙げ、2021年9月27日にはラウジーとの間に娘が誕生した[6]。

## 戦績
| 総合格闘技 戦績 | 総合格闘技 戦績 | 総合格闘技 戦績 | 総合格闘技 戦績 | 総合格闘技 戦績 | 総合格闘技 戦績 | 総合格闘技 戦績 |
| --------------- | --------------- | --------------- | --------------- | --------------- | --------------- | --------------- |
| 26 試合         | (T)KO           | 一本            | 判定            | その他          | 引き分け        | 無効試合        |
| 18 勝           | 14              | 2               | 2               | 0               | 1               | 0               |
| 7 敗            | 4               | 1               | 2               | 0               | 1               | 0               |

| 勝敗 | 対戦相手                     | 試合結果                            | 大会名                                                         | 開催年月日     |
| ×    | アレクセイ・オレイニク       | 2R 3:44 ネッククランク              | UFC 213: Romero vs. Whittaker                                  | 2017年7月8日   |
| ×    | デリック・ルイス             | 2R 3:12 KO（右ストレート→パウンド） | UFC Fight Night: Lewis vs. Browne                              | 2017年2月19日  |
| ×    | ファブリシオ・ヴェウドゥム   | 5分3R終了 判定0-3                   | UFC 203: Miocic vs. Overeem                                    | 2016年9月10日  |
| ×    | ケイン・ヴェラスケス         | 1R 4:57 TKO（パウンド）             | UFC 200: Tate vs. Nunes                                        | 2016年7月9日   |
| ○    | マット・ミトリオン           | 3R 4:09 TKO（マウントパンチ）       | UFC Fight Night: Dillashaw vs. Cruz                            | 2016年1月17日  |
| ×    | アンドレイ・アルロフスキー   | 1R 4:41 TKO（スタンドパンチ連打）   | UFC 187: Johnson vs. Cormier                                   | 2015年5月23日  |
| ○    | ブレンダン・シャウブ         | 1R 4:50 TKO（パウンド）             | UFC 181: Hendricks vs. Lawler 2                                | 2014年12月6日  |
| ×    | ファブリシオ・ヴェウドゥム   | 5分5R終了 判定0-3                   | UFC on FOX 11: Werdum vs. Browne                               | 2014年4月19日  |
| ○    | ジョシュ・バーネット         | 1R 1:00 KO（肘打ち）                | UFC 168: Weidman vs. Silva 2                                   | 2013年12月28日 |
| ○    | アリスター・オーフレイム     | 1R 4:08 KO（前蹴り→パウンド）       | UFC Fight Night: Shogun vs. Sonnen                             | 2013年8月17日  |
| ○    | ガブリエル・ゴンザーガ       | 1R 1:11 KO（肘打ち）                | The Ultimate Fighter 17 Finale                                 | 2013年4月13日  |
| ×    | アントニオ・シウバ           | 1R 3:27 TKO（右フック→パウンド）    | UFC on FX 5: Browne vs. Bigfoot                                | 2012年10月5日  |
| ○    | チャド・グリッグス           | 1R 2:29 肩固め                      | UFC 145: Jones vs. Evans                                       | 2012年4月21日  |
| ○    | ロブ・ブロートン             | 5分3R終了 判定3-0                   | UFC 135: Jones vs. Rampage                                     | 2011年9月24日  |
| ○    | ステファン・ストルーフェ     | 1R 4:11 KO（右スーパーマンパンチ）  | UFC 130: Rampage vs. Hamill                                    | 2011年5月28日  |
| △    | シーク・コンゴ               | 5分3R終了 判定0-0                   | UFC 120: Bisping vs. Akiyama                                   | 2010年10月16日 |
| ○    | ジェームス・マクスウィーニー | 1R 4:32 TKO（マウントパンチ）       | The Ultimate Fighter: Team Liddell vs. Team Ortiz Finale       | 2010年6月19日  |
| ○    | アーロン・ブリンク           | 1R 0:35 KO（パンチ連打）            | Gladiator Challenge: Vision Quest 【GCヘビー級暫定王座決定戦】 | 2010年2月21日  |
| ○    | エイブ・ワグナー             | 1R 0:08 KO（パンチ連打）            | VFC 30: Night of Champions 【VFCヘビー級タイトルマッチ】       | 2010年2月5日   |
| ○    | ブライアン・キャンベル       | 1R 0:09 KO（ハイキック）            | Gladiator Challenge: Never Quit                                | 2009年11月8日  |
| ○    | マット・アンダーソン         | 2R 0:49 TKO（パンチ連打）           | Gladiator Challenge: High Impact                               | 2009年7月23日  |
| ○    | ミカエル・クラーク           | 5分3R終了 判定3-0                   | Bellator X                                                     | 2009年6月5日   |
| ○    | セルジオ・カルデロン         | 1R 1:53 KO（パンチ連打）            | Gladiator Challenge: Venom                                     | 2009年4月23日  |
| ○    | トム・ロザーノ               | 1R 0:55 腕ひしぎ十字固め            | Espartan Fighting 9                                            | 2009年3月14日  |
| ○    | マイケル・ウエストブルック   | 3R 1:22 TKO（パンチ連打）           | KOTC: Immortal                                                 | 2009年2月27日  |
| ○    | エヴァン・ラングフォード     | 1R 0:43 TKO（パンチ連打）           | Cage of Fire 15                                                | 2009年2月7日   |

## 獲得タイトル
- Gladiator Challengeヘビー級暫定王座（2010年）
- VFCヘビー級王座（2010年）

## 表彰
- ブラジリアン柔術 紫帯
- UFC ファイト・オブ・ザ・ナイト（2回）
- UFC ノックアウト・オブ・ザ・ナイト（4回）
- UFC サブミッション・オブ・ザ・ナイト（1回）